# Davor (jméno)
Davor je mužské křestní jméno slovanského původu, četné zejména v zemích bývalé Jugoslávie, obzvláště pak v Chorvatsku. Podle chorvatského kalendáře slaví svátek 6. září, společně se jménem Boris. Další méně často se vyskytující podoby jména Davor jsou Davorin a Davorko.
Ženská podoba tohoto jména je Davorka, značně řidčeji také Davorina, Davora a Davorjanka.

## Původ
Jméno Davor buďto pochází od starého chorvatského slova davori, což byl starý výkřik označující úžas, radost, hrozbu či smutek. V chorvatské mytologii byl Davor nebo též Rugovit bůh války, který měl sedm hlav a osm mečů, sedm za opaskem a jeden v pravé ruce.

## Počet nositelů
K roku 2014 žilo na světě přibližně 26 378 nositelů jména Davor, z toho více než 71 % v Chorvatsku, kde je 49. nejčastějším jménem.
| Stát                | Četnost | Pořadí |
| ------------------- | ------- | ------ |
| Chorvatsko          | 18 901  | 49.    |
| Slovinsko           | 1 593   | 325.   |
| Bosna a Hercegovina | 1 246   | 609.   |
| Srbsko              | 1 145   | 665.   |
| Černá Hora          | 170     | 610.   |
| Severní Makedonie   | 70      | 2 625. |
| Kosovo              | 34      | 3 968. |

## Vývoj popularity
Nejvíce populární bylo jméno Davor v Chorvatsku v šedesátých a sedmdesátých letech 20. století. V osmdesátých letech začala popularita jména prudce klesat. Nejvíce populární (3,13 %) bylo jméno v roce 1979, k roku 2013 činila popularita jména pouze 0,08 %. První písemná zmínka o osobním jméně Davor pochází až z roku 1906.

## Významné osobnosti
- Davor Antunović – německý autor a psychoterapeut jugoslávského původu
- Davor Badrov – bosenský zpěvák
- Davor Božinović – chorvatský ministr vnitra a místopředseda vlády
- Davor Čop – chorvatský fotbalista
- Davorin Dolar – slovinský chemik
- Davor Domazet-Lošo – chorvatský spisovatel a geopolitik
- Davor Dominiković – chorvatský házenkář
- Davor Dujmović – srbský herec
- Davor Džalto – bosenský výtvarník
- Davor Gobac – chorvatský rockový zpěvák
- Davorin Jenko – slovinský skladatel
- Davor Jozić – chorvatský fotbalista
- Davorin Kablar – slovinský fotbalista
- Davorin Karničar – slovinský alpinista a extrémní lyžař
- Davorin Kračun – slovinský ekonom
- Davor Kukec – chorvatský fotbalový záložník
- Davor Kus – chorvatský basketbalista
- Davor Lopar – srbský basketbalista
- Davor Marcelić – chorvatský basketbalista
- Davor Pejčinović – chorvatský basketbalista
- Davorin Popović – bosenský popový zpěvák
- Davor Ivo Stier – chorvatský politik
- Davor Štefanek – srbský zápasník a olympijský vítěz
- Davor Šuker – chorvatský fotbalista
- Davorin Trstenjak – slovinský kněz, spisovatel a historik
- Davor Vlaškovac – německý zápasník jugoslávského původu
- Davor Vugrinec – chorvatský fotbalista